# Rudník, Myjava
Rudník este o comună slovacă, aflată în districtul Myjava din regiunea Trenčín. Localitatea se află la altitudinea de 325 m deasupra n.m., se întinde pe o suprafață de 9,38 km2 și în 2017 număra 819 locuitori.

## Demografie
| An:                | 1994 | 2004    | 2014   | 2024   |
| ------------------ | ---- | ------- | ------ | ------ |
| Număr de persoane: | 872  | 728     | 798    | 838    |
| Diferență:         |      | −16,51% | +9,61% | +5,01% |

| An:                | 2023 | 2024   |
| ------------------ | ---- | ------ |
| Număr de persoane: | 845  | 838    |
| Diferență:         |      | −0,82% |